# Loyal Wingman
Loyal Wingman (с англ. — «Верный ведомый») — беспилотный истребитель австралийского подразделения авиастроительной корпорации «Боинг».

## Общие сведения
Власти Австралии объявили о начале работ по созданию принципиально нового вида БПЛА в партнерстве с американской авиационной корпорацией Boeing в феврале 2019 года. В общей сложности на программу Loyal Wingman планируется потратить порядка $40 млн.
Дрон является первым военным самолетом, спроектированным и изготовленным в Австралии более чем за 50 лет.
В декабре 2020 года первый прототип Loyal Wingman начал наземные испытания.
В начале марта 2021 года было сообщено о завершении летных испытаний. Испытания проходили под наблюдением летчика-испытателя Boeing, наблюдавшего за ним с наземной станции управления в Южной Австралии.
Дрон оснащен системой «искусственного интеллекта». Loyal Wingman предназначен для работы в комплексе с пилотируемыми самолетами в качестве ведомого.  Беспилотник создан для огневой поддержки, функционируя в полуавтономном режиме. По проекту разработчиков, Loyal Wingman будет выполнять команды пилота другого истребителя, маневрируя самостоятельно. Также планируется его использование и в качестве беспилотного средства постановки помех.
Новый беспилотник длиной в 11 м и размахом крыльев 11,7 м имеет дальность полета 3,7 тыс. км (вероятно, перегоночная дальность). Полезная нагрузка разместится в сменных носовых отсеках длиной 2,6 метра. Беспилотник способен нести различные полезные грузы, включая оружие, а также может служить щитом для защиты более дорогих пилотируемых истребителей.
Пилотируемый самолет может одновременно управлять 16-ю Loyal Wingman.
Loyal Wingman станет основой для системы Boeing Airpower Teaming System (ATS), которая разрабатывается корпорацией для мирового оборонного рынка.